# Relaciones Argentina-India

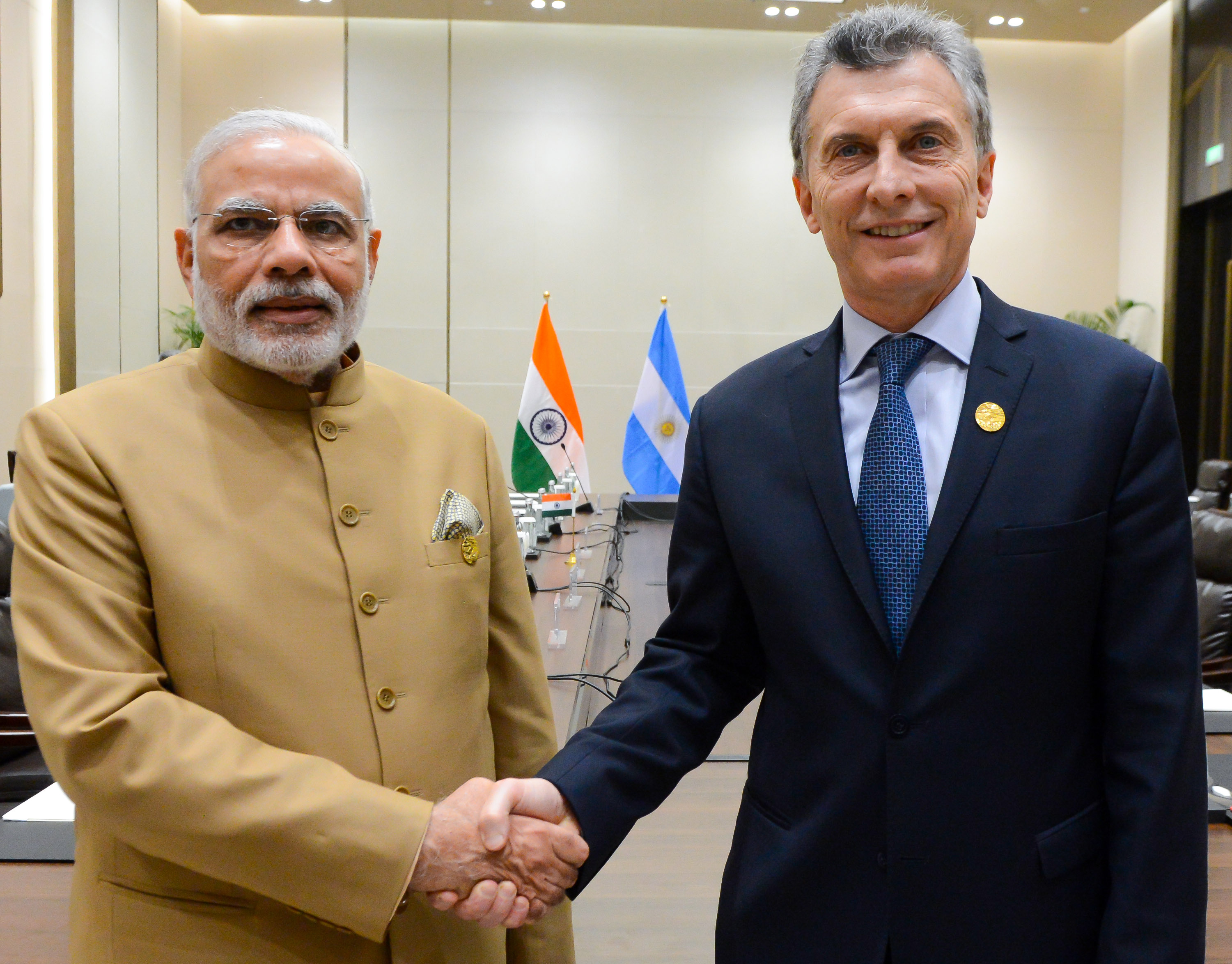
Primer ministro Narendra Modi y Presidente Mauricio Macri reunidos en septiembre de 2016.

Las relaciones Argentina-India se refieren a las relaciones bilaterales entre la República Argentina y la República de la India. Argentina tiene una embajada en Delhi y un consulado general en Bombay, mientras que la India tiene una embajada en Buenos Aires. Ambos países son miembros de G-20, Grupo de los 24 y Grupo de los 77.

## Historia

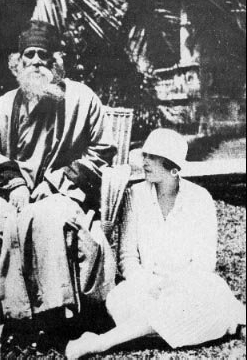
Rabindranath Tagore y Victoria Ocampo en 1924.

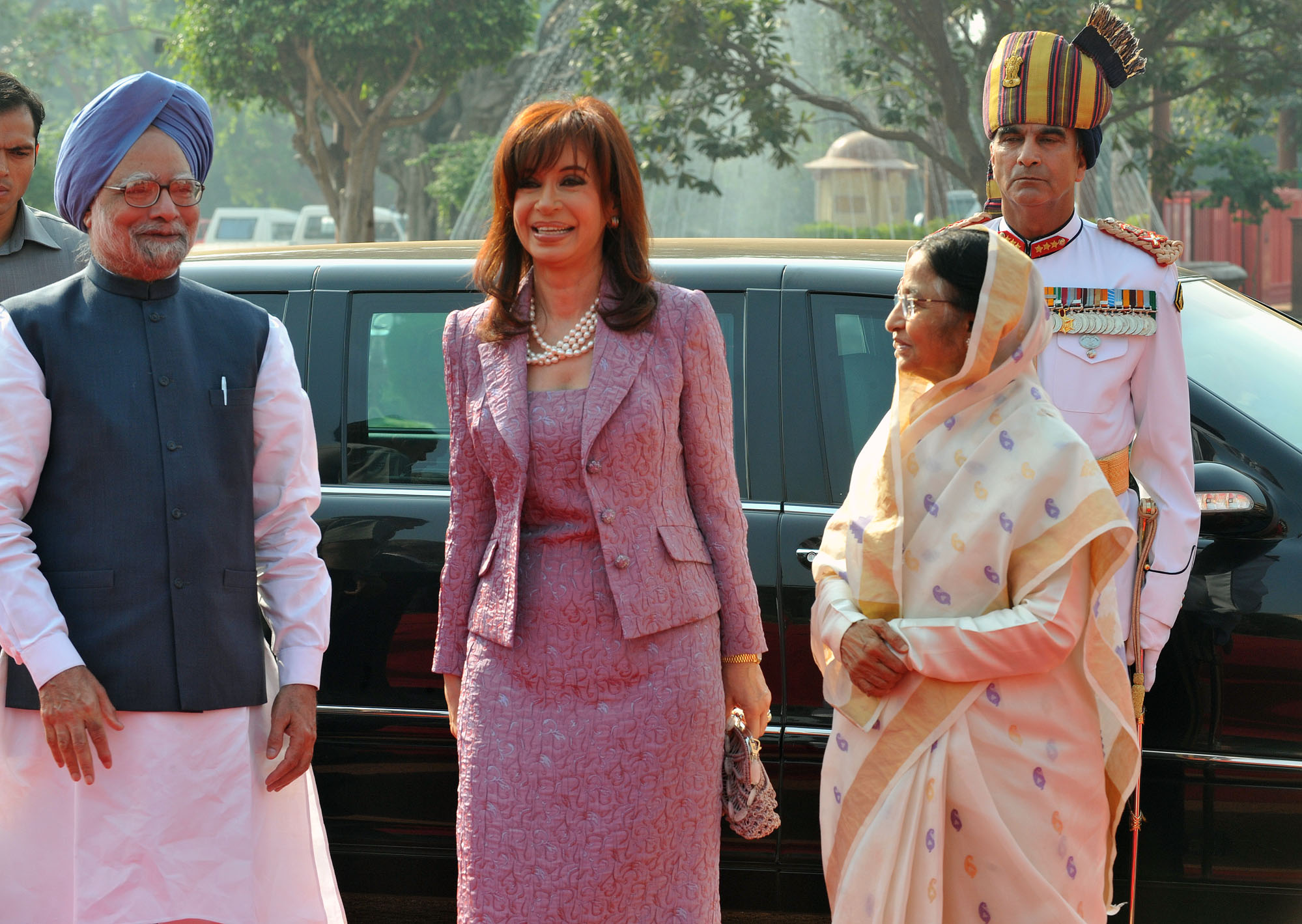
La Presidenta Cristina Kirchner con el primer ministro Manmohan Singh y la Presidenta Pratibha Patil.

Rabindranath Tagore visitó Argentina en 1924. Él permanecía allí por dos meses como el huésped de Victoria Ocampo. Tagore escribió una serie de poemas bajo el título "Purabi" sobre su estancia en Argentina. Victoria Ocampo fue galardonada con un doctorado honorario por la Universidad Viswa Bharati en 1968.
La India abrió una Comisión de Comercio en Buenos Aires en 1943. Fue convertida en embajada el 3 de febrero de 1949. La Argentina había establecido un consulado en Calcuta en los años veinte. En 1950, fue transferido a Delhi como una embajada. Argentina abrió un consulado general en Mumbai en abril de 2009.
El presidente argentino, Arturo Frondizi, visitó la India en diciembre de 1961, la primera visita estatal de un presidente argentino. El presidente Reynaldo Bignone visitó en 1983 para asistir a la cumbre del MNOAL. El presidente Raúl Alfonsín fue el invitado principal en el Día de la República en 1985. El presidente Carlos Menem visitó la India en marzo de 1994 y la presidenta Cristina Kirchner en octubre de 2009.
En 1968, Indira Gandhi se convirtió en el primer primer ministro indio en visitar la Argentina. El presidente Zail Singh visitó el país en abril de 1984. Narasimha Rao visitó la Argentina en 1995 para asistir a la Cumbre del G15.

## Relaciones económicas
Varias compañías de la India, como TCS, CRISIL, Bajaj, Cellent, Cognizant Technologies, United Phosphorus Ltd (UPL), Synthesis Quimica, Glenmark y Godrej operan en Argentina. Emplean 7000 argentinos a partir de 2013. ONGC firmó un memorando de entendimiento con ENARSA para posibles joint ventures en Argentina para la exploración de petróleo.
Las empresas argentinas que operan en la India incluyen IMPSA, Biosidus y BAGO.
La inversión india en el país sumó $ 930 millones en 2013. La inversión argentina en India totalizó $ 120 millones en 2013.

### Comercio
En 2009 entró en vigor un acuerdo comercial preferencial entre la India y el Mercosur (del cual Argentina es miembro).
El comercio bilateral entre India y Argentina fue de US $ 1.838 millones en 2012. La India exportó US $ 574 millones en bienes a Argentina.[cita requerida]
Argentina exportó mercancías por valor de 1.800 millones de dólares a la India en 2014, o el 2,6% de sus exportaciones totales. Los 10 principales productos exportados fueron:
1. Grasas y aceites animales y vegetales: $ 1.4 mil millones
2. Petróleo: $ 204.4 millones
3. Minerales, escorias y cenizas: $ 94,2 millones
4. Cuero crudo, excepto peletería: $ 41,9 millones
5. Químicos orgánicos: $ 10.8 millones
6. Máquinas, motores, bombas: $ 8,1 millones
7. Productos químicos inorgánicos: $ 7,9 millones
8. Lana: $ 6.7 millones
9. Hortalizas: $ 4.7 millones
10. Curtido, teñido de extractos: $ 4,2 millones

## Ciencia y educación
En enero de 2007, ISRO lanzó Pehuensat-1, un nano-satélite argentino a bordo del PSLV. India y Argentina son ambos miembros del Tratado Antártico. Los dos países firmaron un memorando de entendimiento para la cooperación antártica en 1998 y se renovaron en 2006.
La India ofrece cinco becas ITEC a los candidatos argentinos anualmente. Diplomáticos argentinos han asistido a los cursos del Instituto de Formación del Servicio Exterior de la India. La Universidad de Buenos Aires realiza cursos de postgrado en Ayurveda en colaboración con la Universidad Guyarat Ayurveda. La Universidad Jawaharlal Nehru firmó un memorando de entendimiento para cooperar con la Universidad San Luis de Argentina.

## Relaciones culturales

### Deportes
La Indian Football Academy colaboró con el club de fútbol argentino River Plate para entrenar e intercambiar. La leyenda del fútbol argentino Diego Maradona visitó la India en octubre de 2009. Varios jugadores argentinos juegan en la Superliga de India.

## Diáspora india

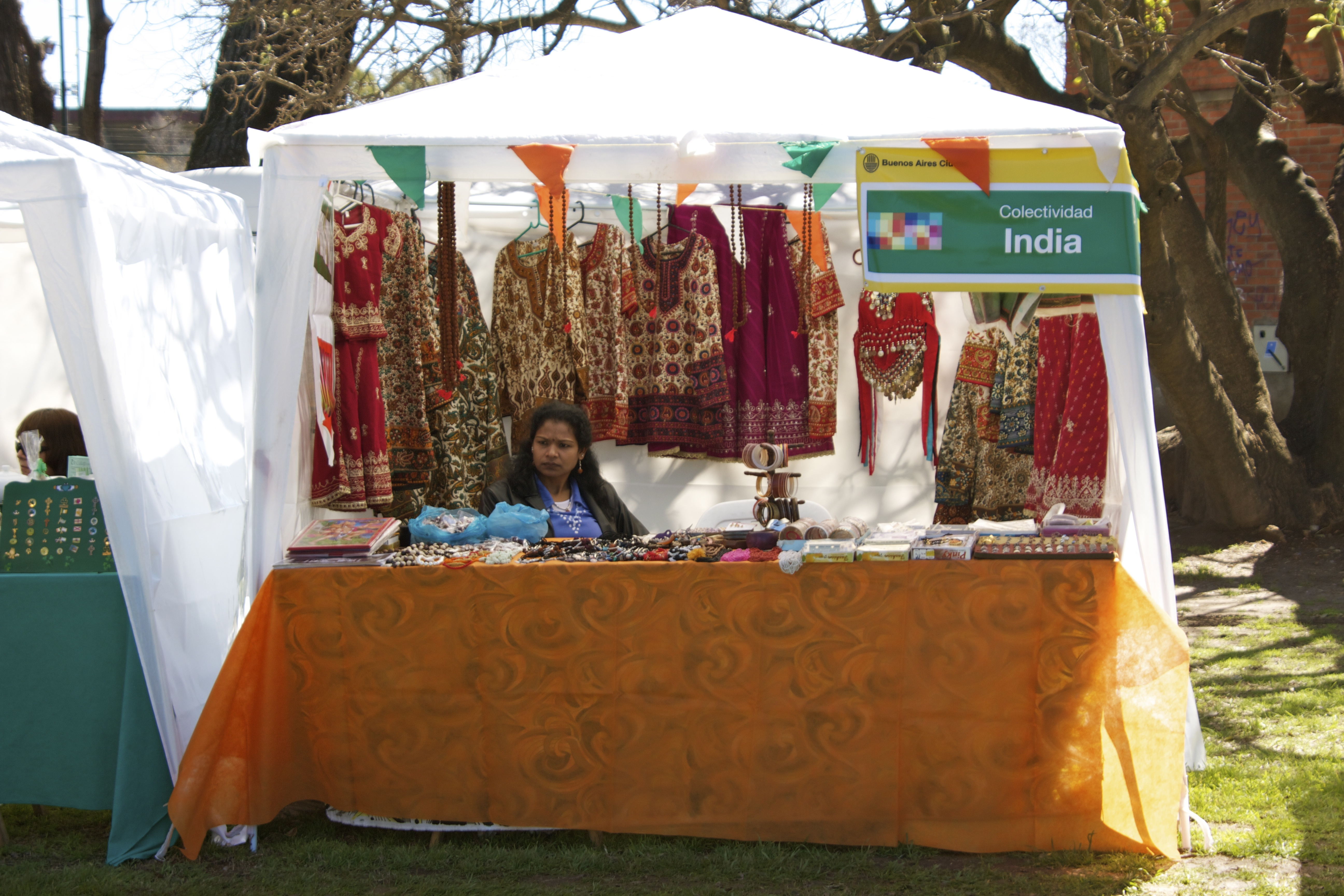
Un puesto indio en Buenos Aires en 2010.

A partir de 2013, cerca de 200 ciudadanos indios (predominantemente de la comunidad Sindhi) residen en Buenos Aires, de los cuales, la mitad han vivido allí por más de 30 años. Otros residentes indios son empleados de empresas indias y multinacionales en Argentina. Alrededor de 300 sijes punjabíes se establecieron en la provincia de Salta a principios y mediados del siglo XX. A partir de 2013, sus números de población actual alrededor de 2000. Han llegado a ser ciudadanos argentinos y son mayormente empleados en el comercio al por menor y al por mayor. Hay un gurudwara en Rosario de la Frontera.